# Heinrich Nordhoff
Heinz Heinrich Nordhoff (6 de enero de 1899 - 12 de abril de 1968) fue un ingeniero alemán famoso por su liderazgo de la empresa Volkswagen ya que fue reconstruida después de la Segunda Guerra Mundial.

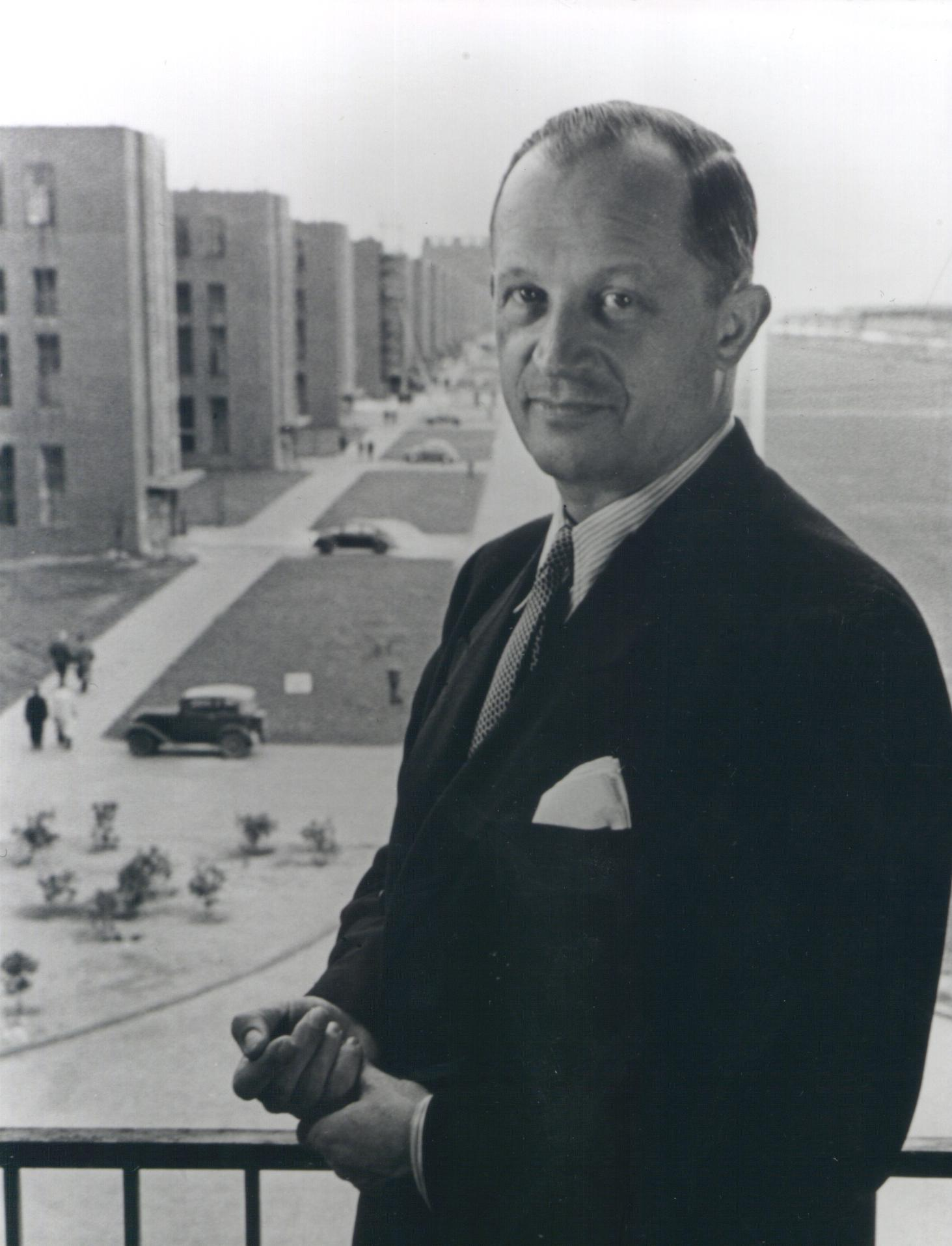
En el fondo se ve la planta automotriz de wolfsburg. El señor Nordohoff solidificó a Volkswagen como una empresa de calidad nacional e internacional, su mayor éxito fue el escarabajo, modelo automotriz, diseñado por Ferdinand Porsche, bajo el apoyo del régimen Nazi, pero con muchos defectos que Nordohoff eliminó y luego le añadió mejoras, haciendo de este icónico auto un éxito de ventas a nivel nacional y mundial, durante la década de los 50´s y 60´s, principalmente.

## Vida Laboral
Nordhoff nació en Hildesheim, Alemania;  el hijo de un banquero. Se graduó de la Universidad Técnica de Berlín, donde se convirtió en miembro de la fraternidad católica Askania-Burgundia, y en 1927, comenzó a trabajar para BMW trabajando en el sector de motores de aviones.
En 1929 él fue a trabajar para la empresa  Opel, donde él ganó experiencia de la industria automotora y, puesto que la compañía había sido adquirida por General Motors no mucho tiempo antes, de las prácticas americanas en el campo. Fue promovido rápidamente: en 1936 fue el director técnico comercial que presentó al público el nuevo y pequeño coche innovador de la compañía, el Kadett. En 1942, con la producción de automóviles de pasajeros muy disminuida a causa de la guerra, se hizo cargo de Gerd Stieler von Heydekampf como Director de Producción en la planta de camiones de la compañía en Brandeburgo.
Después de la guerra se le prohibió trabajar en el sector ocupado por Estados Unidos debido a un premio de negocios que había recibido de los nazis. Obtuvo un trabajo como gerente de servicio en un garaje de Hamburgo. Hamburgo era un lugar central para la Comisión de Control de Alemania - Elemento británico, que lo reclutó para el puesto de director general de la planta de Volkswagen en Wolfsburgo a instancias del Gran Ejército británico Ivan Hirst, que había estado dirigiendo la planta. Nordhoff adoptó la posición el 1 de enero de 1948.
Durante su primer año en el poste, Nordhoff dobló la producción a 19.244 coches. A finales de 1961, la producción anual superaba el millón de vehículos. Él hizo legendario para dar vuelta al escarabajo de Volkswagen en un fenómeno automotor mundial; Desarrolló mercados de exportación y, en última instancia, instalaciones de fabricación en el extranjero. Él fue pionero en la idea de la mejora constante, manteniendo el estilo de la misma. Dio beneficios liberales a los trabajadores de Volkswagen y aumentó las escalas salariales. En seis años después de tomar Volkswagen, Nordhoff redujo el número de horas-hombre para producir un solo coche en un 75 por ciento, de 400 a 100. Su compromiso con la mejora de la mano de obra en Volkswagen hizo el Beetle famoso por su fiabilidad a prueba de balas.
En 1955, poco antes de que la fábrica de Wolfsburgo celebrara su millonésima Volkswagen, Nordhoff recibió una Cruz de Servicio Federal con estrella.
La capacidad de Nordhoff para vender automóviles y su logro en la primera colocación de la fábrica de Wolfsburgo en una base firme y luego hacer Volkswagen un éxito nacional e internacional no han sido cuestionados, pero ha sido criticado en varias bases. En Brandeburgo, durante la guerra, utilizó mano de obra esclava, aunque al parecer aseguró que los trabajadores disponían de alimentos, refugio y ropa adecuados. Él tomó el crédito completo para los éxitos de la compañía y se ha considerado como excesivamente self-promotion; En la década de 1950 fue apodado "King Nordhoff" por la prensa alemana. Finalmente, como se hizo evidente en los años 60, bajo él Volkswagen era demasiado lento e ineficaz en el desarrollo de nuevos diseños. Mientras defendía públicamente al Beetle, a partir de 1952, Nordhoff gastó 200 millones de dólares entre bastidores en busca de nuevos modelos, algunos en asociación con otros fabricantes, pero su indecisión llevó al abandono de todos esos prototipos. A finales de la década de 1960, Beetle enfrentó una seria competencia de modelos japoneses, estadounidenses y otros modelos europeos en diferentes mercados. Finalmente, Nordhoff tomó el control de Auto Union en 1964 para proporcionar todavía más capacidad de fabricación a Beetles, y al final le proporcionó al grupo lo que se convertiría en su marca de lujo, Audi, y también la experiencia para reemplazar finalmente al Beetle ya sus compañeros de establo de los años setenta.
Nordhoff había querido a Carl Hahn, jefe de Volkswagen de América, para sucederle en su retiro, pero el tablero de directores eligió a Kurt Lotz. Nordhoff tuvo un ataque al corazón en el verano de 1967, y aunque regresó a trabajar en octubre, murió seis meses después, en abril de 1968; Nordhoff iba a jubilarse ese otoño.